# Stor tratticka
Stor tratticka (Phellinus badius) är en svampart som först beskrevs av Berk. ex Cooke, och fick sitt nu gällande namn av Gordon Herriot Cunningham 1965. Phellinus badius ingår i släktet Phellinus och familjen Hymenochaetaceae.   Inga underarter finns listade i Catalogue of Life.
I den svenska databasen Dyntaxa används istället namnet Polyporus badius för samma taxon.  Arten är reproducerande i Sverige.